# Alfons Kühn
Alfons Walenty Kühn ps. „Sierakowski”, „Wiesław”, „Kowalski”, „Lasocki” (ur. 14 lutego 1878 w Przejmach, zm. 27 stycznia 1944 w Warszawie) – polski inżynier, działacz państwowy II Rzeczypospolitej, poseł na Sejm III kadencji, minister komunikacji kilku rządów RP.

## Życiorys

### Wczesne lata
Był synem Edmunda Leopolda, powstańca styczniowego, i Zofii z Erlickich. Z wykształcenia był inżynierem elektrykiem. Edukację rozpoczął w Państwowej Szkole Realnej w Warszawie, gdzie należał do kółek samokształceniowych. Po jej ukończeniu w 1896 r. kontynuował naukę w Średniej Szkole Mechaniczno-Technicznej Maurycego Mittego, gdzie w tym samym roku doszło do protestów przeciwko wprowadzeniu rosyjskich przepisów. Kuhn brał udział w tych protestach, co skutkowało również opuszczeniem szkoły i wyjazdem do Darmstadt, w którym podjął studia na wydziale elektrotechnicznym Technische Universität. Uczestniczył w pracy polskich organizacji młodzieżowych, którym przewodniczył. Należał m.in. do stowarzyszenia Polska Czytelnia Akademicka. W 1897 r. zapisał się do Polskiej Partii Socjalistycznej (Związku Zagranicznego Socjalistów Polskich – był prezesem sekcji darmsztadzkiej). Utrzymując ścisły kontakt z Centralą PPS w Londynie, działał pod pseudonimem Lasocki lub Sierakowski, tworząc koła partii złożone ze studentów Polaków, ale także koła robotnicze, do których należeli polscy wychodźcy. Terenem jego działania były przede wszystkim okolice Monachium, ale jako kurier podróżował także między Londynem a krajem, przewożąc wydawnictwa niepodległościowe. Jednocześnie należał do Stronnictwa Demokratycznego i radykałów narodowych. Studia ukończył w 1902 r. Na teren Królestwa Polskiego powrócił w 1903 r., gdzie podjął pracę w magistracie warszawskim w wydziale budownictwa, którego wkrótce został naczelnikiem. Pozostając czynnym członkiem PPS, działał pod pseudonimem Wiesław, prowadząc wśród robotników akcję uświadamiania narodowego. Pracował w sekcji inteligencji PPS. Dwa lata później brał aktywny udział w Centralnym Komitecie Strajkowym, który zarządzał akcją na kolei.
Po rozłamie w 1906 r. wycofał się z życia politycznego, poświęcając się pracy organicznej. Współprojektował elektrownię w Bydgoszczy (1907 r.). W 1909 r. uczestniczył w pracach komisji rozpatrującej zakres obowiązków samorządu, prawo wyborcze i postanowienia na temat języka samorządu. W latach 1907–1914 był członkiem Zarządu Koła Elektrotechników przy Stowarzyszeniu Techników w Warszawie powstałym w miejsce Towarzystwa Popierania Przemysłu i Handlu. Z ramienia tej organizacji wziął udział w 1912 r. w VI Zjeździe Techników Polskich w Krakowie z funkcją wiceprezesa obrad II sesji Zjazdu Elektrotechników. W tym samym roku został członkiem Komisji Elektryfikacyjnej z zadaniem przygotowania i budowy elektrowni samorządowych. Po czterech latach komisja ustaliła ówczesny stan elektrowni i sformułowała plany elektryfikacji Polski. Działalność w kierunku przygotowywania opracowań na przyszłość na tematy techniczne kontynuował także w grupie, która zajmowała się materiałami na temat przemysłu elektrotechnicznego wraz z wykazem elektrotechników (1915 r.). Dwa lata później współorganizował (zainicjował i przewodniczył komitetowi organizacyjnemu) Nadzwyczajny VII Zjazd Techników Polskich w Warszawie, na którym wygłosił odczyt pt. Współczesne metody elektryfikacji kraju, po którym zapadła decyzja o utworzeniu Krajowego Urzędu Elektryfikacyjnego. W 1914 r. uczestniczył w pracach Komisji Słownictwa.
Podczas I wojny światowej zaangażował się w prace Stronnictwa Narodowo-Radykalnego opowiadającego się za sojuszem z Austro-Węgrami i wyraźnie antyrosyjskiego. W 1915 r. został komisarzem Straży Obywatelskiej oraz zaangażował się w powstanie Politechniki Warszawskiej jako członek grupy mechaniczno-elektrotechnicznej komisji politechnicznej Towarzystwa Kursów Naukowych. Od 27 stycznia 1917 r., po połączeniu się SNR ze Stronnictwem Pracy Narodowej i Polskim Zjednoczeniem Postępowym, znalazł się w Zjednoczeniu Stronnictw Demokratycznych. Był pracownikiem Komisji Odbudowy Kraju i Racjonalnego Budownictwa Tymczasowej Rady Stanu.

### II Rzeczpospolita
Po odzyskaniu niepodległości 11 listopada 1918 r. został mianowany dyrektorem Tramwajów Miejskich w Warszawie. Na tym stanowisku dokonał rozbudowy sieci tramwajowej stolicy oraz prowadził działalność kulturalno-oświatową wśród podległych sobie pracowników. W 1919 r. uczestniczył w założycielskim zjeździe Stowarzyszenia Elektryków Polskich, na którym reprezentował magistrat m.st. Warszawy. Następnie został członkiem komisji rewizyjnej Koła Warszawskiego SEP. Podczas wojny polsko-bolszewickiej zgłosił się na ochotnika do wojsk łączności, ale nie został powołany. Znalazł się natomiast w Radzie Obrony Stolicy, gdzie był komisarzem transportowym.
W latach 1925–1926 był członkiem Państwowej Rady Elektrycznej utworzonej z inicjatywy Ministerstwa Robót Publicznych z zadaniem opiniowania spraw związanych z elektryfikacją Polski i gospodarowania elektrycznością.
28 czerwca 1928 r. Kuhn został mianowany ministrem komunikacji w rządzie Kazimierza Bartla. Jako szef resortu przyczynił się do budowy kilku kluczowych odcinków magistrali kolejowej Śląsk–Gdynia. Prowadził ponadto konsekwentną akcję modernizowania szlaków kolejowych i wymiany taboru. Przeforsował bowiem ustawę koncesyjną, która ograniczała rozwój transportu samochodowego praktycznie do obszarów zaniedbanych komunikacyjnie. Interesował się rozwojem komunikacji lotniczej, czego dowodem było powstanie, na mocy jego decyzji, Polskich Linii Lotniczych „LOT”. Był ministrem komunikacji w kolejnych gabinetach, ale też przez kilka miesięcy ministrem robót publicznych z zadaniem jego likwidacji i włączenia poszczególnych jego działów w struktury Ministerstwa Komunikacji. Ponadto w latach 1930–1934 był posłem na Sejm RP z listy BBWR.
Po odejściu z rządu w 1932 r. powrócił do pracy w warszawskim magistracie. Dwa lata później objął zarząd sądowy nad Elektrownią Warszawską. Po wyroku sądu okręgowego miasto przejęło kontrolę nad elektrownią, a Kuhn został jej dyrektorem (1936 r.). Funkcję tę sprawował do 1942 r., doprowadzając do rozbudowy i unowocześnienia zakładu.
Oprócz kwestii politycznych i zawodowych Kuhn zajmował się działalnością naukową. Był wykładowcą w Wyższej Szkole Handlowej, później w Szkole Głównej Handlowej, gdzie prowadził wykłady dotyczące przedsiębiorstw komunalnych oraz przedsiębiorstw użyteczności publicznej.

### Działalność w organizacjach
Był prezesem zarządu głównego Polskiego Czerwonego Krzyża, Związku Polskich Zrzeszeń Technicznych, Związku Przedsiębiorstw Komunalnych, Zarządu Związków Przedsiębiorstw Tramwajowych i Kolei Dojazdowych w Polsce (od 1927 r. Związku Przedsiębiorstw Komunalnych). Był ponadto członkiem Międzynarodowego Związku Tramwajów i Kolei Dojazdowych w Brukseli, rady głównej Ligi Obrony Powietrznej i Przeciwgazowej oraz przewodniczącym Kapituły Odznaki Honorowej Ligi Obrony Powietrznej i Przeciwgazowej, jak też Koła Darmsztadczyków istniejącego przy Stowarzyszeniu Techników Polski od 1924 r., a od 1923 r. wiceprezesem Spółki Akcyjnej „Elektryczne Koleje Dojazdowe”. Był członkiem pierwszej redakcji „Przeglądu Elektrotechnicznego”, pisma powstałego w 1919 r., a w latach późniejszych (1929–1930) komisji rewizyjnej zarządu wydawnictwa tego czasopisma. Publikował także w „Przeglądzie Technicznym” (w dodatku „Elektrotechnika”), „Świetle i Sile”, „Samorządzie Miejskim” oraz w pracy zbiorowej Technika w gospodarce miejskiej (Warszawa 1918). Był autorem odczytów i artykułów, z których kilka ukazało się w formie broszur: O indukcyjnych miernikach elektryczności (Warszawa 1905, wspólnie z Leonem Fatersonem), Przemysł elektrotechniczny i elektryfikacya ziem polskich. Pełnił funkcję prezesa Stowarzyszenia Elektryków Polskich (1933–1934, 1935–1936), był jego pierwszym wiceprezesem w kadencjach 1934–1935 i 1936–1937. Pełnił funkcje okolicznościowe, by np. prezesem komitetu Dni Morza w Warszawie w 1939 r. i członkiem komitetu wykonawczego budowy Pomnika ku czci Poległych Lotników na Placu Unii Lubelskiej w Warszawie. Zaangażował się w powstanie Muzeum Kolejnictwa. W 1930 r. został członkiem Towarzystwa Miłośników Miasta Ogrodu Podkowa Leśna, był jego pierwszym prezesem. Od 1934 r. prezesował Fundacji im. Jakuba hr. Potockiego. Był także prezesem i członkiem honorowym koła opieki rodzicielskiej I Gimnazjum Męskiego im. gen. Józefa Sowińskiego w Warszawie.

### II wojna światowa
We wrześniu 1939 r. został niegroźnie ranny w głowę i biodro. Podczas okupacji niemieckiej pozostał na stanowisku dyrektora elektrowni, koncentrując się przede wszystkim na odbudowie, uruchomieniu i doprowadzeniu do pełnej mocy elektrowni, co okazało się niewykonalne z uwagi na decyzje władz okupacyjnych. Niemcy narzucili ograniczenia w zakresie produkcji i odbioru prądu, wymagając dostarczania tegoż przede wszystkim na ich potrzeby. Elektrownia służyła ponadto jako bezpieczne miejsce pracy dla członków ruchu oporu. Decyzję w sprawie zatrudnienia żołnierzy podziemia Kuhn podejmował osobiście.

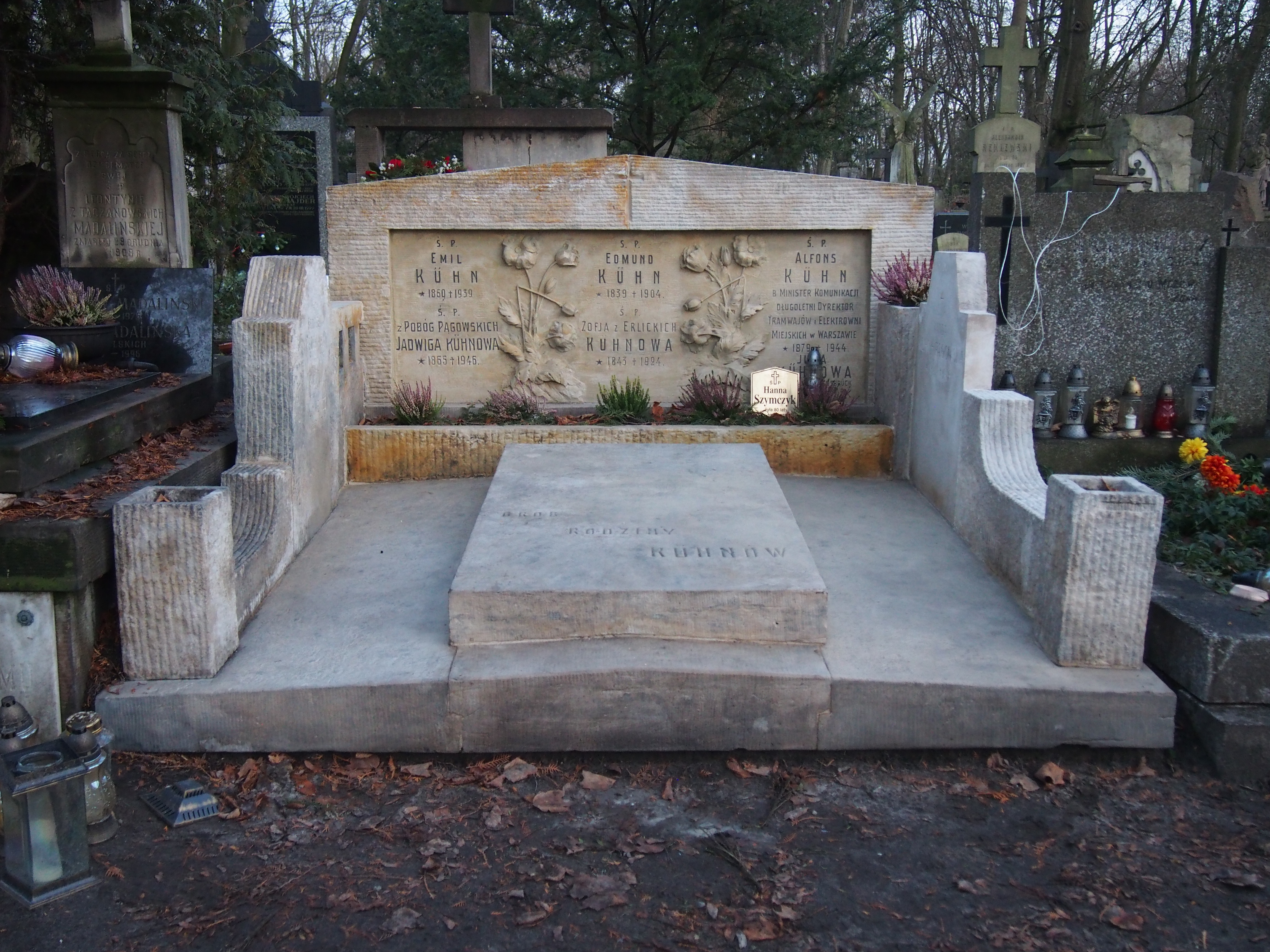
Grób Alfonsa Kühna na cmentarzu Powązkowskim w Warszawie

Na przełomie 1941 i 1942 r. zachorował na rozedmę płuc. W marcu 1942 r. przeszedł na emeryturę. W 1943 r. stan jego zdrowia uległ pogorszeniu. Zmarł 27 stycznia 1944 w Warszawie i został pochowany na cmentarzu Powązkowskim (kwatera 85-6-10,11).
W 2022 roku z inicjatywy Premiera Mateusza Morawieckiego grób Kühna w został odrestaurowany. Cały projekt został zrealizowany przez Fundację Stare Powązki we współpracy z Kancelarią Prezesa Rady Ministrów.

## Życie prywatne
Od 8 grudnia 1922 był mężem Julii Sommer, urzędniczki z warszawskiego ratusza. Ślub wzięli w Wilnie. Zamieszkali w Podkowie Leśnej, następnie w Warszawie przy ul. Filtrowej 51, wreszcie ul. Filtrowej 27  (numer hipoteki 7472), gdzie zbudowali własny dom. Obecnie działa tam Ośrodek Akademicki prowadzony przez Opus Dei. Nie mieli dzieci.

## Okresy sprawowania urzędu ministra

### Minister Komunikacji[3]
- 27 VI 1928 – 13 IV 1929
- p.o. 13–14 IV 1929
- 14 IV – 7 XII 1929
- p.o. 7–29 XII 1929
- 29 XII 1929 – 17 III 1930
- p.o. 17–29 III 1930
- 29 III – 23 VIII 1930
- p.o. 23–28 VIII 1930
- 28 VIII – 4 XII 1930
- 4 XII 1930 – 26 V 1931
- p.o. 26–27 V 1931
- 27 V 1931 – 6 IX 1932

### Minister Robót Publicznych
- 20 III – 1 VII 1932

## Ordery i odznaczenia
- Krzyż Komandorski z Gwiazdą Orderu Odrodzenia Polski (1938)[11]
- Krzyż Komandorski Orderu Odrodzenia Polski (3 maja 1928)[12][4]
- Krzyż Niepodległości (6 czerwca 1931)[13]
- Złota Odznaka Honorowa Ligi Obrony Powietrznej i Przeciwgazowej I stopnia[14]
- Wielki Oficer Orderu Legii Honorowej (Francja)[4]
- Krzyż Wielki Orderu Trzech Gwiazd (Łotwa)[4]
- Krzyż Wielki Orderu Korony (Belgia)[4]
- Krzyż Wielki Orderu Korony Włoch (Włochy)[4].
- Odznaka honorowa Kolejowego Przysposobienia Wojskowego (1932)[1].